# 山本彩
山本 彩（やまもと さやか、1993年〈平成5年〉7月14日 - ）は、日本のシンガーソングライター。女性アイドルグループNMB48の元メンバー（1期生）および元キャプテン（初代）。また、AKB48の元兼任メンバーである。NMB48加入前は女子中学生ガールズバンドMAD CATZのギターボーカルを担当していた。
大阪府茨木市出身。個人事務所のSYCompany（エス・ワイ・カンパニー）所属、Showtitle（前所属事務所）と業務提携。

## 来歴

### NMB48加入以前
小学校2年生の時、大阪にある音楽スクール・リトルキャットに姉とともに入校した。
2005年にスマイルカンパニーの育成契約となり、同社の社名にちなんだバンド「Smile2Girls」を3人で結成した。2008年にソニー・ミュージックエンタテインメントと契約し、同年1月14日からBSフジの毎日の語学学習アニメ『もえがく★5』に採用された楽曲「Girls be Ambitious!」がオープニングテーマとして放送を開始した。
同年3月19日にバンド名を「MAD CATZ」に改名し、シングル『Girls be Ambitious!』でメジャーデビューした。当時は「スーパー女子中学生バンド」と呼ばれ、「SAYAKA」として、ギター&ボーカルを担当していた。バンドはそれぞれの楽器演奏と3人でのリレーボーカルという形式をとった。カップリング曲の「Sweet day's Light」が、クオレ化粧品 k−paletteシリーズ1DAY TATOOのCMイメージソングとなり、同時にイメージガールも務めた。
2009年1月21日、コロムビアミュージックエンタテインメントに移籍 後、MAD CATZとしてのセカンドシングル『POSITIVE』をリリースした。カップリング曲の「モノクロmap」では作詞を担当している。個別ライブの他にKANSAI LOVERS '08、MINAMI WHEEL 2009に出演した。高校は京都にある女子校に進学し、高校2年時には生徒会長を務めた。2009年末にMAD CATZは解散した。

### NMB48、AKB48時代
2010年
- 9月20日、雑誌『De☆View』（オリコン・エンタテインメント）で見つけた[注釈 2]『NMB48オープニングメンバーオーディション』[注釈 3] に応募し、合格。
- 10月9日、『Visit Zooキャンペーン応援プロジェクト AKB48 東京秋祭り supported by NTTぷらら』においてNMB48第1期研究生26名の一人としてお披露目され、NMB48の代表としてあいさつし、NMB48としての活動を開始する[14]。
- 10月16日、LIVE STAND 2010 OSAKAの吉本新喜劇に、渡辺美優紀、小笠原茉由とともにNMB48メンバーとしては初の出演[15]。

- 12月18日、京セラドーム大阪で開催された『AKB48 Beginner【通常盤】全国握手会イベント「AKB48祭り」 powered by ネ申テレビ』において、NMB48第1期研究生25名の一人として、サプライズライブを行い、「会いたかった」、「NMB48」[注釈 4] を披露した[16]。

2011年
- 1月1日、大阪市難波のNMB48劇場のこけら落しとして、『NMB48 1期生「誰かのために」』公演が開催され、選抜メンバー16名のうちの一人として劇場公演デビューするとともに、NMB48のキャプテンに就任[17]。
- 3月10日、NMB48第1期研究生25名の中から16人のうちの一人としてチームNのメンバーに選出された[18]。山本は渡辺の次の2番目に名前を呼ばれた。その様子は『スター姫さがし太郎』で2011年3月26日に放映された。
- 4月16日、京セラドーム大阪で開催されたAKB48の20thシングル「桜の木になろう」発売記念握手会において発表された、AKB48の21stシングル「Everyday、カチューシャ」選抜メンバーに、NMB48から渡辺美優紀とともに初めて選ばれる[19]。
- 5月14日、阪神甲子園球場で開催された阪神タイガース対中日ドラゴンズ第5回戦の始球式を務める[20]。
- 6月9日、『AKB48 22ndシングル 選抜総選挙「今年もガチです」』の結果が発表され、山本の得票数は8,697票でNMB48メンバーでは唯一40位以内の28位となり、アンダーガールズに選出される[21]。
- 6月10日、『AKB48総選挙2011in香港』の結果が発表され、山本の得票数は60票で、5位に選出された。 ちなみに、このイベントはAKB48オフィシャルショップ香港が主催し、秋元康により発案された公式のイベントとなっている。
- 6月18日、「台湾のグラミー賞」といわれる音楽祭「第22回金曲奨」に出演。AKB48、SKE48、NMB48のスペシャルユニットの一員として、NMB48から渡辺、山田菜々、小笠原、吉田朱里、近藤里奈の5名とともに選ばれ、日本国外初出演する。

2012年
- 2月8日発売のNMB48の3rdシングル「純情U-19」にて、劇場盤のカップリング曲「ジャングルジム」がNMB48メンバー初のソロ楽曲として収録される。
- 3月3日、Google+の秋元康の投稿においてぐぐたす選抜が発表され、ぐぐたす選抜入りする。
- 6月6日、『AKB48 27thシングル 選抜総選挙』では18位で、アンダーガールズに選出される[22]。
- 11月25日に大阪市で開催された大阪マラソン2012にチャリティーサポーターとして参加。
- 11月29日に同チームの渡辺美優紀とCM出演権を賭けて行ったファースト写真集（山本は『さや神』、渡辺は『みる神』）売り上げ対決の結果が発表された[23]。結果は山本が初週2.8万部、渡辺が初週3万部を売り上げ渡辺の勝利となった[23]。

2013年
- 5月から6月にかけて実施された『AKB48 32ndシングル 選抜総選挙』では14位で、選抜メンバーに選出される[24][25]。

2014年
- 2月24日、ダイバーシティ東京で開催された「AKB48グループ大組閣祭り」で、AKB48チームKとの兼任が発表される[26]。
- 3月、『ミズノ部活応援宣言！』の部活生応援マネージャーに就任[27]。
- 5月7日、この日初日を迎えたAKB48 チームK 7th Stage「RESET」公演において兼任メンバーとしてAKB48劇場に初出演[28]。
- 5月から6月にかけて実施された『AKB48 37thシングル 選抜総選挙』では6位で、選抜メンバーに選出される[29][30]。

2015年
- 5月から6月にかけて実施された『AKB48 41stシングル 選抜総選挙』では6位で、選抜メンバーに選出される[31][32]。
- 8月26日深夜に放送された『AKB48のオールナイトニッポン』に電話出演し、声帯の手術を受けていたことを明らかにした[33]。9月10日、手術後初めてチームN公演に出演[34]。
- 9月28日から放送が開始されているNHK連続テレビ小説『あさが来た』の主題歌として、AKB48の楽曲「365日の紙飛行機」が採用され、そのセンターポジションに抜擢される。AKB48の楽曲でセンターポジションを務めるのはこれが初となる[35]。

2016年
- 2月12日、阪神タイガース2016年シーズンTORACO応援隊長にNMB48メンバーの川上千尋、木下春奈、薮下柊と共に就任[36][37]。
- 4月13日にNMB48劇場で行われたチームBII公演[注釈 5]にて、AKB48との兼任解除を発表[39]。
- 5月26日にAKB48劇場で行われたAKB48チームK 8th Stage「最終ベルが鳴る」公演をもって、AKB48チームKとしての活動を終了（兼任解除）[40][41]。
- 5月から6月にかけて実施された『AKB48 45thシングル 選抜総選挙』では4位で、選抜メンバーに選出される[42][43]。
- 8月24日深夜に放送された『AKB48のオールナイトニッポン』において、10月26日にソロデビューアルバムを発売することを発表[44]。同日に1stアルバム『Rainbow』を発売し、ソロデビューを果たした[45]。本アルバムは、サウンドプロデューサーに亀田誠治を迎え、GLAYのTAKURO、シンガー・ソングライターのスガシカオらが楽曲を提供[44]。また山本自身が作詞作曲した楽曲も収録されている[44]。
- 11月2日より、ソロライブツアー「Rainbow」を開催[46]。2日の愛知・Zepp Nagoyaを皮切りに、8日に東京・Zepp Tokyo、14日に北海道・Zepp Sapporo、21・22日に大阪・Zepp Namba公演が行われた[46]
- 12月31日 第67回NHK紅白歌合戦にはAKB48のメンバーとして出演。番組企画として実施された「夢の紅白選抜」の順位発表で1位となり、「君はメロディー」をセンターポジションで披露した[47][注釈 6]。

2017年
- 1月31日に大阪・梅田CLUB QUATTRO、2月2日に東京・下北沢GARDENにて「forTUNE music presents 山本彩 mini LIVE 〜after the “Rainbow”〜」を開催[49][50]。
- 3月29日、初のエッセイ集『すべての理由』が発売される[51]。
- 3月31日、6月に開催予定の『AKB48 49thシングル 選抜総選挙』に出馬しないことを表明[52]。
- 4月14日、東京・EX THEATER ROPPONGIで行われたAbemaTV開局1周年を記念したライブイベント「AbemaTV 1st ANNIVERSARY LIVE」に出演[53][54]。
- 10月4日に2ndアルバム『identity』を発売[55]。前作同様、サウンドプロデューサーは亀田誠治が務めた[56]。
- 10月20日より、ソロライブツアー『山本彩 LIVE TOUR 2017 〜identity〜』を開催[57][58][59]。

2018年
- 7月30日、中野サンプラザで行われた全国ツアー「NMB48 LIVE TOUR 2018 in Summer」初日公演でNMB48からの卒業を発表[60]。
- 10月17日、自身の卒業シングルとなるNMB48 19thシングル「僕だって泣いちゃうよ」が発売[61]。
- 10月27日、万博記念公園東の広場で卒業コンサート『SAYAKA SONIC 〜さやか、ささやか、さよなら、さやか〜』を開催[62]。NMB48史上最大規模、初の野外コンサートとなった[63]。
- 11月3日、山本彩卒業特別公演「ここにだって天使はいる」開催。
- 11月4日、この日の卒業公演をもってNMB48を卒業[64]。芸能活動は継続。

### NMB48卒業後
2019年
- 1月7日、自身の公式ファンクラブ「SYC」とモバイル向けの「SYC MOBILE」が設立[65]。
- 2月17日、レコード会社をユニバーサル ミュージック内のレーベル「ユニバーサルシグマ」に移籍したことを発表[66][67]。
- 2月23日より、ソロライブツアー『I'm ready』を開催[65][68]。
- 4月17日、1stシングル「イチリンソウ」を発売[67]。
- 8月10日（9日深夜）、CROSS FM『山本彩 カケル』が放送開始[69]。
- 9月4日、2ndシングル「棘」を発売[70]。
- 11月20日、3rdシングル「追憶の光」を発売[71]。
- 12月25日、3rdアルバム『α』を発売[72]。

2020年
- 2月22日より、ホールツアー『山本彩 LIVE TOUR 2020 〜α〜』を開催予定[73]だったが、新型コロナウイルス感染症における政府によるコンサートの段階的緩和目安の発表を受け、3月1日以降の全公演の開催を一旦中止することを発表した[74]。その後、8月28日に会場無観客のストリーミング生配信ライブによるファイナル公演の開催を決定[75]。
- 4月28日、新型コロナウイルス感染拡大を受けて日本赤十字社とユニバーサルミュージックによって、医療現場の最前線に立つ全国の医療従事者を応援するためのプロジェクト「#最前線にエールを何度でも」が主催され、プロジェクト開始時には山本を含めたアーティストとアスリート計9組（AI、黒田卓也、鈴華ゆう子、ナオト・インティライミ、Ms.OOJA、宮市亮、MIYAVI、吉田麻也）による「何度でも」の歌唱動画が公開された[76][77]。
- 7月1日より配信が開始された、AKB48のメッセージソング「離れていても」に卒業メンバーとして参加[78][79]。ダウンロードおよびストリーミングで得られた収益は、新型コロナウイルス対策の活動支援を目的として全額寄付される予定[78]。
- 7月14日、山本彩バースデーイベント『Sayaka Yamamoto Celebration 2020』を配信限定で開催[80]。
- 10月28日、4thシングル「ゼロ ユニバース」を発売[81]。

2021年
- 2月24日、5thシングル「ドラマチックに乾杯」を発売[82]。ドラマ「その女、ジルバ」の主題歌に起用される[82]。
- 3月20日、FM802と大阪マラソンがコラボレーションした「大阪マラソン ROAD to NEXT」にゲストランナーとして参加[83]。
- 4月3日、「みんなのうた60 生放送～バースデースペシャル！」に出演[84]。「ぼくはおもちゃ」を披露[84]。
- 5月2日、FM802で「MOS BURGER HEART STUDIO」のDJ担当を開始。
- 11月19日以降、体調不良によるラジオ番組の出演見合わせが続いていたが[85]、11月26日、休養のため当面活動を休止することが発表された[86]。予定していたコンサートなども中止となる[87]。
- 12月21日、『SPARK』（J-WAVE）月曜ナビゲーターの降板が発表される[88]。

2022年
- 3月25日、体調不良が甲状腺のバランスに異常が生じたものであることを公表[89]。
- 7月14日、甲状腺の病気が寛解状態となったことを明らかにし、活動再開について報告した[90]。
- 8月15日、YouTubeなどで生配信ライブを行い、前年11月18日の東京ドームシティホール公演以来、約9か月ぶりに歌唱を披露した[91]。
- 11月12日、新型コロナウイルス感染が判明し、13日に予定されていた『ミュージック・カマー』（FANY）への出演は見合わせとなる[92]。
- 12月27・29日、約1年ぶりとなる単独ライブ『SAYAKA YAMAMOTO LIVE 2022 “now”』を開催[93][94]。
- 12月30日、Showtitleとのマネジメント契約を年内で終了し退所することを自身のTwitterで発表[95]。その後は個人事務所を設立して「Showtitle」とは業務提携の形をとる[96]。

2023年
- 2月7日に大阪・ビルボードライブ大阪、21日に東京・ビルボードライブ東京で『Sayaka Yamamoto Cure 2023 -Billboard Live Tour-』を開催[97]。
- 2月13日、新会社「株式会社SYCompany」を発足させたことを自身のTwitterで報告[98][99]。
- 2月23日、有明アリーナで行われたe-sportsイベント『APEX LEGENDS ANNIVERSARY CELEBRATION e-elements DREAM MATCH』に参加し、自チームの「山本彩軍」が優勝した[100][101]。
- 5月13日、4thアルバム『&』をリリース
- 6月13日より、2年ぶりの全国ツアー『SAYAKA YAMAMOTO LIVE TOUR 2023 -&-』を開催[102]。

2024年
- 1月23日にBillboard Live OSAKA、1月30日にBillboard Live TOKYOにて『Sayaka Yamamoto Cure 2024 -Billboard Live Tour- 』を開催。
- 2月28日、「Nocturnal」の発売を皮切りに、3ヶ月連続配信シングルリリース。
- 3月15日に大阪のフェスティバルホール、3月23日に東京のNHKホールにて『Sayaka Yamamoto Hall Tour 2024 -RGB-』を開催。
- 5月・6月、ソロとなって初のアジアツアーとして、広州、上海、台北の3都市4公演を開催[103][104]。
- 9月・10月、初のアコースティックツアー『Sayaka Yamamoto Acoustic Tour 2024「Organic」』を開催。
- 11月、初の対バンツアー『山本彩×ライブナタリー Zepp TOUR「SYnergy」』を開催。
- 12月25日、1st EP『U TA CARTE』をリリース。

2025年
- 1月、東京と大阪でFCイベントを開催。
- 2月・3月、ライブハウスツアー『SAYAKA YAMAMOTO NO MAKE TOUR 2025』を開催。

## 人物
- 愛称は、さや姉[60]。
- 身長155.5 cm[5]。靴のサイズ23 cm[105]。血液型B型[5]。
- 家族構成は、父、母、長兄、姉、次兄、本人の6人家族で、末っ子である[106]。
- 「彩」という名前は、4人兄妹全員を漢字一文字の名前で統一したかった両親によって決められた[107]。両親が名前の本を読んでいると、「彩」に「さやか」という読み方があることを知り、「いろんな人の心を彩るように」という思いを込めて名づけた[107]。愛称は「さや姉」で、「僕らのユリイカ」には「さや姉」というタイトルの楽曲が収録されている。NMB48で年上のメンバーだった山田菜々からも「さや姉・さやねぇ」と呼ばれていた[108] 。また、渡辺美優紀からは「さやか（ちゃん）」[109][110]「さやかたん」[111] 、大島優子からは「ちっち」と呼ばれていた[112]。篠田麻里子のブログ内では「サヤパイ」なども用いられていた[113]。
- 学校での部活動は、中学時代は所属しておらず（歌やダンスの習い事をしていたため）、高校時代は軽音部に所属していた[114]。
- 将来の夢は、ずっと音楽に携わっていることである[115]。好きなミュージシャンは、アヴリル・ラヴィーン、ELLEGARDEN[116]、YUI、GARNET CROW、阿部真央[115]、DIR EN GREY[117]、Alice Nine[118]、MONOEYESなどである。影響を受けた人物としては、アヴリル・ラヴィーン、細美武士[119]、YUI、BoAの名を挙げている[120]。母親の影響でB'zも好きで、好きな曲として「僕には君がいる」「love me, I love you」「ALONE」「Easy Come, Easy Go!」「いつかのメリークリスマス」を挙げている[121]。
- 2015年10月ごろからは、作曲にも挑戦している。パソコンで音楽制作をしている長兄に、デスクトップミュージックの基礎を教わったという[122]。フジテレビ『ウタフクヤマ』で共演していた福山雅治と小室哲哉の楽曲制作に刺激を受けている[123]。後に、2016年10月26日には自身のアルバム『Rainbow』で、自身が作詞・作曲した楽曲を発表した。
- 長所は、好奇心旺盛で最後まで諦めないところ、熱しやすく冷めにくいところである[124]。
- 得意なことは、ギター、鉄棒、ドラム[125]。
- 山本が小学校5年生の頃に、長兄が「ギターが欲しい」と言い出し親と楽器店に付いていき、兄とともにギターを買ってもらったことがきっかけで、ギターを始めた[126][122]。当時アヴリル・ラヴィーンにハマっていて、「スケーター・ボーイ」を弾いていた[127][128]。最初に買ったギターはフェンダーのストラトキャスターであり、自室に所有しているギターはエレキ・アコースティック合わせて10本ほどである[128]。フジテレビ『FNS歌謡祭』では、NMB48・AKB48として出演する以外に、山本がグループ・ソロで出演して他の芸能人との共演でギター演奏を披露していた[129]。山本の1stアルバム『Rainbow』の収録曲「BAD DAYS」を提供したGLAYのTAKUROからは、TAKUROが同曲を作曲した際に使用したというレスポールが贈られた[注釈 7]。
- 腕相撲は左右どちらも強い。AKB48の中では大家志津香が強いとされているが、大家は自身のブログで「さやねぇには負けると思う」と発言していた[131]。大家とは『AKBと××!』の企画で対決し勝利したが、『第2回AKB48大運動会』で再び対戦し敗れた[132]。
- 趣味は、ボウリング、宝塚歌劇鑑賞、野球観戦、歴史探索[133]、城郭めぐり[134]。プロ野球では阪神タイガースファンであり、好きな選手は藤川俊介、西村憲[135]。高校野球ファンでもあり、春の選抜高等学校野球大会や夏の全国高等学校野球選手権大会の際には、阪神甲子園球場に観戦に訪れることもある[136]。歴史に関して、好きな武将は、明智光秀[134]。理由は、謀反人のイメージがあるが、農民思いなところからである[137]。好きな世界史上の人物はホレーショ・ネルソン（イギリス海軍提督）である[114]。城郭めぐりについては、中学2年生の時に掛川城に連れて行ってもらったことがきっかけなっている。城郭めぐりの楽しみは、城の匂いの違いを風とともに感じること、外見の美しさとともにその時代の人の気持ちに寄り添うこと[137]で、お気に入りの城は長野県の松本城である[138]。また、城の物真似を持ちネタにしており、レパートリーは首里城、名古屋城、姫路城などがある。NMB48同期生の木下百花に勧められて始めた[139]。
- 好きな言葉は、「克己心」[133]。この言葉は高校の現代文の授業で知ったが、当時は現在のような活動をしていなかったため、言葉の意味はなんとなくで理解していた[140]。NMB48での活動が始まり、毎日が自分との戦いであり、克己心という言葉の意味を実感することになった[141]。
- 好きな衣装は、白シャツ、黒ジャケット、青のヒョウ柄リボンとスカートを合わせた衣装。その理由は、好きな色の白、黒、青（ネイビー）で構成されていることからである[142]。
- 好きな漫画・アニメは、『CLAYMORE』、『カードキャプターさくら』、『秒速5センチメートル』、『天上天下』、『WORKING!!』、など[115]。
- 好きな食べ物は野菜全般[143]、苦手な食べ物はケーキ[142] 。
- 尊敬している先輩は高橋みなみ[135]、憧れの先輩は前田敦子[138]である。また、大島優子について「とてもお世話になっていて人として目標とする」としている[144]。
- 吉井香奈恵（9nine）は芸能スクール（リトルキャット）時代の同窓生である[145]。2013年、音楽番組『MUSIC JAPAN』（NHK総合）の収録現場において二人は久しぶりの再会を果たしている[146]。
- 視力が悪くコンタクトレンズを使用している[147]。

### NMB48
- キャッチフレーズは「さやか ささやか さわやか さやか ささっと やさしさ あざやか さやか」[124]。
- NMB48のメンバーに対し、より親近感が湧くということで、ニックネームや下の名前で呼ぶよりも名字で呼ぶことが多い。特に山田菜々・上西恵・岸野里香・村上文香の名字呼びは譲れない[148]。また、「さやか」と呼ぶ渡辺に対しては、2011年11月ごろから（ニックネームの「みるきー」ではなく）「みゆき」[149]「みゆきー」[150] と呼ぶこともある。
- 「もし（自分が）男だったら付き合いたいメンバー」として、小谷里歩を挙げている[151]。上西については「他のメンバーには無い何かがあって二人で居ると落ち着きます」という存在であるという[152]。
- 渡辺美優紀とのコンビは「さやみるきー」と呼ばれ[153]、『なにわなでしこ』や『NMB48 げいにん!シリーズ』で漫才・コントを披露している[154][155]。渡辺はどんな存在かという質問に対しては、「自分には無いものを沢山持ってて羨ましく思う事がよくありますね」。と回答している[152] 他、「人見知りで悩むタイプの私とは正反対」とのこと[156]。逆に、渡辺にとっての山本は「一緒にいる時間が長すぎて今さら素直になるんも恥ずかしいようなそんな存在」で「尊敬する部分ばっかり」だという[157]。2016年、渡辺のNMB48卒業の際には、2人の関係が詞につづられた最初で最後のデュエット曲「今ならば」が制作され、山本は作曲を担当した[158]。
- 2011年10月9日にNHK大阪ホールで開催された1周年記念コンサート『NMB48 1st anniversary special live』では、ファンを心配させた一連の事象について謝罪の言葉を述べた[159]。
- 『あるあるYYテレビ』出演時の番組内独自のニックネームは、ウーマンラッシュアワーの村本大輔が考案した「尺礼（しゃくれい）」[160]。
- 2011年3月11日に発生した東北地方太平洋沖地震（東日本大震災）の影響により劇場公演の休演を余儀なくされたことについて、次のようにコメントした[161]。

- 『スター姫さがし太郎』で行われたメンバーアンケートで、「一番リーダーシップがあると思うメンバー」第1位、「ダンスが一番うまいと思うメンバー」で第3位に選ばれる。また、松井珠理奈（SKE48）は「NMBの気になっているメンバー」に山本を挙げている[162]。
- Google+における、AKB48グループの部活動では軽音楽部（副部長）に所属している[163]。

## 受賞
- WEIBO Account Festival in Tokyo 2020 躍進シンガー賞[164]

## NMB48・AKB48での参加楽曲

### シングル選抜曲
NMB48名義
- 絶滅黒髪少女
  - 青春のラップタイム（センター）
  - 僕が負けた夏 - 「白組」名義（センター）
  - 三日月の背中（センター）
- オーマイガー!（山田菜々とのＷセンター）
  - 僕は待ってる（センター）
  - 結晶 - 「白組」名義（センター）
  - 嘘の天秤 - 「NMBセブン」名義（センター）
- 純情U-19（センター）
  - 努力の雫 - 「白組」名義（センター）
  - 恋愛のスピード - 「NMBセブン」名義（センター）
  - ジャングルジム - ソロ楽曲
- ナギイチ（渡辺美優紀とのＷセンター）
  - 最後のカタルシス - 「白組」名義（センター）
  - 初恋の行方とプレイボール - 「NMBセブン」名義（センター）
- ヴァージニティー（センター）
  - 妄想ガールフレンド
  - 僕らのレガッタ - 「白組」名義（センター）
- 北川謙二（渡辺美優紀とのＷセンター）
  - インゴール（センター）
  - 星空のキャラバン - 「白組」名義（センター）
- 僕らのユリイカ（センター）
  - 届かなそうで届くもの（センター）
  - 奥歯 - 「白組」名義（センター）
- カモネギックス（センター）
  - どしゃぶりの青春の中で - 「白組」名義（センター）
- 高嶺の林檎（センター）
  - プロムの恋人 - 「白組」名義（センター）
- らしくない
  - 友達
  - 休戦協定 - 「Team N」名義（柏木由紀とのＷセンター）
- Don't look back!
  - 卒業旅行
  - 恋愛ペテン師 - 「Team N」名義（センター）
- ドリアン少年
  - 命のへそ - 「Team N」名義（センター）
- Must be now（センター）
  - 夢に色がない理由 - 「Team N」名義（センター）
  - 俺らとは - 「俺ら」名義
- 甘噛み姫（センター）
  - 365日の紙飛行機 - ソロ楽曲
  - 儚い物語 - 「Team N」名義
  - 道頓堀よ、泣かせてくれ!（センター）
- 僕はいない
  - 今ならば - 「さやみるきー」名義
  - 空から愛が降って来る - 「Team N」名義
- 僕以外の誰か（センター）
  - 孤独ギター - 「Team N」名義
- ワロタピーポー
  - どこかでキスを - 「Team N」名義（山本彩加とのＷセンター）
- 欲望者（センター）
  - 阪急電車 - 「Team N」名義（山本彩加とのＷセンター）
- 僕だって泣いちゃうよ（センター）
  - 嘘つきマシーン - 「Team N」名義（山本彩加とのＷセンター）
  - 忘れて欲しい - ソロ楽曲

AKB48名義
- Everyday、カチューシャ
- 「フライングゲット」に収録
  - 抱きしめちゃいけない - 「アンダーガールズ」名義
  - 野菜占い
- 風は吹いている
- 「上からマリコ」に収録
  - ノエルの夜
- GIVE ME FIVE!
- 真夏のSounds good !
  - ぐぐたすの空
- 「ギンガムチェック」に収録
  - なんてボヘミアン - 「アンダーガールズ」名義
- UZA
- 「永遠プレッシャー」に収録
  - HA! - 「NMB48」名義
- So long !
- さよならクロール
- 恋するフォーチュンクッキー
- ハート・エレキ
- 「鈴懸の木の道で「君の微笑みを夢に見る」と言ってしまったら僕たちの関係はどう変わってしまうのか、僕なりに何日か考えた上でのやや気恥ずかしい結論のようなもの」に収録
  - Mosh & Dive
  - 君と出会って僕は変わった - 「NMB48」名義
- 前しか向かねえ
- ラブラドール・レトリバー
  - 愛しきライバル - 「Team K」名義
- 心のプラカード
- 希望的リフレイン
  - 初めてのドライブ - 「Team K」名義
- Green Flash
  - マジすかFight
  - パンキッシュ - 「NMB48」名義
- 僕たちは戦わない
  - 君の第二章
- ハロウィン・ナイト
  - 一歩目音頭
  - ヤンキーマシンガン
  - 群像
- 唇にBe My Baby
  - 365日の紙飛行機
  - マドンナの選択 - 「れなっち総選挙選抜」名義
  - お姉さんの独り言 - 「Team K」名義
  - 背中言葉
- 君はメロディー
  - しがみついた青春 - 「NMB48」名義
- 翼はいらない
  - 哀愁のトランペッター - 「Team K」名義
- LOVE TRIP/しあわせを分けなさい
  - 光と影の日々
- ハイテンション
- シュートサイン
  - 真夜中の強がり - 「NMB48」名義
- 願いごとの持ち腐れ
  - あの頃の五百円玉
- 11月のアンクレット
  - 野蛮な求愛 - 「ダンス選抜」名義
  - 予想外のストーリー - 「ボーカル選抜」名義
- ジャーバージャ
  - 下手を打つ - 「NMB48」名義
- Teacher Teacher

AKB48 チームサプライズ名義
バラの儀式公演
- 未来が目にしみる
- Hell or Heaven
- 誰が2人を出会わせたのか?
- バラの儀式
- 美しい狩り
- 哲学の森
- ほっぺ、ツネル

### アルバム選抜曲
NMB48名義
- 『てっぺんとったんで!』に収録
  - てっぺんとったんで!
  - 12月31日
  - Lily - 「team N」名義
  - 太宰治を読んだか?
- 『世界の中心は大阪や 〜なんば自治区〜』に収録
  - イビサガール
  - “生徒手帳の写真は気に入っていない”の法則
  - 電車を降りる - 「Team N」名義
  - 抱きしめたいけど - ソロ楽曲
- 『難波愛〜今、思うこと〜』に収録
  - まさかシンガポール
  - 難波愛

AKB48名義
- 『ここにいたこと』に収録
  - ここにいたこと - 「AKB48+SKE48+SDN48+NMB48」名義
- 『1830m』に収録
  - 青空よ 寂しくないか? - 「AKB48+SKE48+NMB48+HKT48」名義
- 『次の足跡』に収録
  - 10クローネとパン
- 『ここがロドスだ、ここで跳べ!』に収録
  - 愛の存在
  - Conveyor - 「横山Team K」名義
  - 愛と悲しみの時差 - ソロ楽曲
- 『0と1の間』に収録
  - 愛の使者 - 「Team K」名義
  - LOVE ASH
- 『サムネイル』に収録
  - 過ち - 「山本彩&稲垣潤一」名義
- 『僕たちは、あの日の夜明けを知っている』に収録
  - 靴紐の結び方
  - クサイモノだらけ

### その他の参加楽曲
- 離れていても - 「AKB48」名義、NMB48卒業後に参加。

### 未音源化曲
- 恋のバイトル（ディップ『バイトル』CMソング）[165]

ぱちスロAKB48 勝利の女神
- あなたの代わりはいない
- 下衆な夢
- 君のニュース
- ヘビーローテーション
- AKBフェスティバル

### 劇場公演ユニット曲
NMB48名義
チームN 1st Stage「誰かのために」
- Bird
- 制服が邪魔をする

チームN 2nd Stage「青春ガールズ」
- Blue rose
- ふしだらな夏

チームN 1st Stage「誰かのために」リバイバル公演
- Bird
- 制服が邪魔をする

チームN 3rd Stage「ここにだって天使はいる」
- 夢のdead body（ソロ楽曲）
- 初めての星
- 100年先でも
- この世界が雪の中に埋もれる前に（岸野里香のユニットアンダー）

チームN 4th Stage「目撃者」
- 10クローネとパン

AKB48名義
横山チームK「RESET」公演
- 制服レジスタンス

峯岸チームK「最終ベルが鳴る」公演
- リターンマッチ

## ディスコグラフィ

### シングル
|                                                       | 発売日                                                | タイトル                                              | 最高位                                                | 販売形態                                              | 規格品番                                              | 形態                                                  | 備考                                                  |
| ユニバーサルシグマ／ユニバーサル ミュージックレーベル | ユニバーサルシグマ／ユニバーサル ミュージックレーベル | ユニバーサルシグマ／ユニバーサル ミュージックレーベル | ユニバーサルシグマ／ユニバーサル ミュージックレーベル | ユニバーサルシグマ／ユニバーサル ミュージックレーベル | ユニバーサルシグマ／ユニバーサル ミュージックレーベル | ユニバーサルシグマ／ユニバーサル ミュージックレーベル | ユニバーサルシグマ／ユニバーサル ミュージックレーベル |
| ----------------------------------------------------- | ----------------------------------------------------- | ----------------------------------------------------- | ----------------------------------------------------- | ----------------------------------------------------- | ----------------------------------------------------- | ----------------------------------------------------- | ----------------------------------------------------- |
| 1st                                                   | 2019年4月17日                                         | イチリンソウ                                          | 3位                                                   | CD+DVD+フォトブック                                   | PDCS-5919                                             | FC限定盤                                              |                                                       |
| 1st                                                   | 2019年4月17日                                         | イチリンソウ                                          | 3位                                                   | CD+DVD                                                | UMCK-7009                                             | 初回限定盤                                            |                                                       |
| 1st                                                   | 2019年4月17日                                         | イチリンソウ                                          | 3位                                                   | CD                                                    | UMCK-5670                                             | 通常盤                                                |                                                       |
| 2nd                                                   | 2019年9月4日                                          | 棘                                                    | 6位                                                   | CD+DVD+フォトブック                                   | PDCS-5920                                             | FC限定盤                                              |                                                       |
| 2nd                                                   | 2019年9月4日                                          | 棘                                                    | 6位                                                   | CD+DVD                                                | UMCK-7025                                             | 初回限定盤                                            |                                                       |
| 2nd                                                   | 2019年9月4日                                          | 棘                                                    | 6位                                                   | CD                                                    | UMCK-5677                                             | 通常盤                                                |                                                       |
| 3rd                                                   | 2019年11月20日                                        | 追憶の光                                              | 8位                                                   | CD+DVD+フォトブック                                   | PDCS-5921                                             | FC限定盤                                              |                                                       |
| 3rd                                                   | 2019年11月20日                                        | 追憶の光                                              | 8位                                                   | CD+DVD                                                | UMCK-7034                                             | 初回限定盤                                            |                                                       |
| 3rd                                                   | 2019年11月20日                                        | 追憶の光                                              | 8位                                                   | CD                                                    | UMCK-5683                                             | 通常盤                                                |                                                       |
| -                                                     | 2020年8月26日                                         | feel the night feat. Kai Takahashi(LUCKY TAPES)       | 37位                                                  | アナログ盤（7インチ2枚組）                            | UMKK-9002                                             | 完全生産限定盤                                        |                                                       |
| 4th                                                   | 2020年10月28日                                        | ゼロ ユニバース                                       | 3位                                                   | CD+DVD+フォトブック他                                 | PDCS-5923                                             | FC限定盤                                              |                                                       |
| 4th                                                   | 2020年10月28日                                        | ゼロ ユニバース                                       | 3位                                                   | CD+DVD                                                | UMCK-7084                                             | 初回限定盤                                            |                                                       |
| 4th                                                   | 2020年10月28日                                        | ゼロ ユニバース                                       | 3位                                                   | CD                                                    | UMCK-5694                                             | 通常盤                                                |                                                       |
| 5th                                                   | 2021年2月24日                                         | ドラマチックに乾杯                                    | 10位                                                  | CD+DVD+フォトブック他                                 | PDCS-5928                                             | FC限定盤                                              |                                                       |
| 5th                                                   | 2021年2月24日                                         | ドラマチックに乾杯                                    | 10位                                                  | CD+DVD                                                | UMCK-7104                                             | 初回限定盤                                            |                                                       |
| 5th                                                   | 2021年2月24日                                         | ドラマチックに乾杯                                    | 10位                                                  | CD                                                    | UMCK-5699                                             | 通常盤                                                |                                                       |

### アルバム
|                                                       | 発売日                          | タイトル                        | 最高位                          | 販売形態                        | 規格品番                        | 形態                            | 備考                            |
| laugh out loud! recordsレーベル                       | laugh out loud! recordsレーベル | laugh out loud! recordsレーベル | laugh out loud! recordsレーベル | laugh out loud! recordsレーベル | laugh out loud! recordsレーベル | laugh out loud! recordsレーベル | laugh out loud! recordsレーベル |
| ----------------------------------------------------- | ------------------------------- | ------------------------------- | ------------------------------- | ------------------------------- | ------------------------------- | ------------------------------- | ------------------------------- |
| 1st                                                   | 2016年10月26日                  | Rainbow                         | 3位                             | CD+DVD                          | YRCS-95076                      | 初回限定盤                      |                                 |
| 1st                                                   | 2016年10月26日                  | Rainbow                         | 3位                             | CD                              | YRCS-95077                      | 通常盤                          |                                 |
| 2nd                                                   | 2017年10月4日                   | identity                        | 2位                             | CD+DVD                          | YRCS-95088                      | 初回限定盤                      |                                 |
| 2nd                                                   | 2017年10月4日                   | identity                        | 2位                             | CD                              | YRCS-95089                      | 通常盤                          |                                 |
| ユニバーサルシグマ／ユニバーサル ミュージックレーベル |                                 |                                 |                                 |                                 |                                 |                                 |                                 |
| 3rd                                                   | 2019年12月25日                  | α                               | 5位                             | CD+DVD+フォトブック             | PDCS-1912                       | FC限定盤                        |                                 |
| 3rd                                                   | 2019年12月25日                  | α                               | 5位                             | CD+DVD                          | UMCK-7041                       | 初回限定盤                      |                                 |
| 3rd                                                   | 2019年12月25日                  | α                               | 5位                             | CD                              | UMCK-1644                       | 通常盤                          |                                 |
| 4th                                                   | 2023年5月17日                   | &                               | 10位                            | CD+DVD+フォトブック             | PROS-1927                       | FC限定盤                        |                                 |
| 4th                                                   | 2023年5月17日                   | &                               | 10位                            | CD+DVD                          | UMCK-7210                       | 初回限定盤                      |                                 |
| 4th                                                   | 2023年5月17日                   | &                               | 10位                            | CD                              | UMCK-1743                       | 通常盤                          |                                 |

### EP
|                                                       | 発売日                                                | タイトル                                              | 最高位                                                | 販売形態                                              | 規格品番                                              | 形態                                                  | 備考                                                  |
| ユニバーサルシグマ／ユニバーサル ミュージックレーベル | ユニバーサルシグマ／ユニバーサル ミュージックレーベル | ユニバーサルシグマ／ユニバーサル ミュージックレーベル | ユニバーサルシグマ／ユニバーサル ミュージックレーベル | ユニバーサルシグマ／ユニバーサル ミュージックレーベル | ユニバーサルシグマ／ユニバーサル ミュージックレーベル | ユニバーサルシグマ／ユニバーサル ミュージックレーベル | ユニバーサルシグマ／ユニバーサル ミュージックレーベル |
| ----------------------------------------------------- | ----------------------------------------------------- | ----------------------------------------------------- | ----------------------------------------------------- | ----------------------------------------------------- | ----------------------------------------------------- | ----------------------------------------------------- | ----------------------------------------------------- |
| 1st                                                   | 2024年12月25日                                        | U TA CARTE                                            | 14位                                                  | CD+Blu-ray+Photo Book+Calendar                        | PROS-1938                                             | FC限定盤                                              |                                                       |
| 1st                                                   | 2024年12月25日                                        | U TA CARTE                                            | 14位                                                  | CD                                                    | UMCK-1785                                             | 通常盤                                                |                                                       |

### 配信
1. イチリンソウ (La Felix Remix)（2021年8月20日）
2. Homeward (Bit Funk Remix)（2021年8月27日）
3. 君とフィルムカメラ (Jazztronik Remix)（2021年9月3日）
4. Larimar (Daul Remix)（2021年9月10日）
5. ゼロ ユニバース (edbl Remix)（2021年9月17日）

### 配信シングル
1. yonder（2021年7月14日）
2. Don’t hold me back（2021年8月25日）
3. あいまって。（2021年10月27日）
4. Nocturnal（2024年2月28日）
5. ブルースター（2024年3月27日）[168]
6. 残影（2024年4月24日）
7. Seagull（2024年10月30日）
8. ボクたちのスタート（2025年3月7日）[169][170]

### ソロ楽曲
- ジャングルジム（作詞：秋元康、作曲：酒井康男、編曲：田辺恵二）
  - NMB48「純情U-19」収録（2012年2月8日）
- 夢のdead body（作詞：秋元康、作曲：吉田敬子、編曲：野中“まさ”雄一）
  - NMB48『チームN 3rd Stage「ここにだって天使はいる」』収録（2014年3月31日）
- 抱きしめたいけど（作詞：秋元康、作曲：in the Tz (山田巧・AKINO)、編曲：野中“まさ”雄一）
  - NMB48『世界の中心は大阪や 〜なんば自治区〜』収録（2014年8月13日）
- 愛と悲しみの時差（作詞：秋元康、作曲・編曲：若田部誠）
  - AKB48『ここがロドスだ、ここで跳べ!』収録（2015年1月21日）
- 365日の紙飛行機（作詞：秋元康、作曲：角野寿和・青葉紘季、編曲：坂本秀一）
  - NMB48「甘噛み姫」収録（2016年4月27日）
- 忘れて欲しい（作詞：秋元康、作曲：丸谷マナブ、編曲：野中“まさ”雄一）
  - NMB48「僕だって泣いちゃうよ」収録（2018年10月17日）

### 参加作品
- みんなで六甲おろし2017 リードヴォーカル NMB48山本彩ver.（2017年）[171]
- 何度でも（2017年7月7日、収録作品：DREAMS COME TRUE公認カバー・アルバム『The best covers of DREAMS COME TRUE ドリウタ Vol.1』）[172]
- 過ち（2017年9月27日、収録作品：稲垣潤一『HARVEST』）[173]
- I Don’t Wanna feat. 山本彩（2021年12月1日、収録作品：Night Tempoのアルバム『Ladies In The City』）
- 風の日（2022年11月11日、収録作品：ELLEGARDEN TRIBUTE (Amazon Original)）
- たかが愛（2024年1月17日、収録作品：「歌縁」‐中島みゆき RESPECT LIVE 2023-）[174]

### 映像作品
| 枚                              | リリース日                      | タイトル                        | 規格品番                        | 販売形態                        |
| laugh out loud! recordsレーベル | laugh out loud! recordsレーベル | laugh out loud! recordsレーベル | laugh out loud! recordsレーベル | laugh out loud! recordsレーベル |
| ------------------------------- | ------------------------------- | ------------------------------- | ------------------------------- | ------------------------------- |
| 1                               | 2016年2月19日                   | SY                              | YRBS-90017                      | DVD                             |
| 1                               | 2016年2月19日                   | SY                              | YRXS-90001                      | Blu-ray Disc                    |

#### ライブ
| 枚                                                    | リリース日                      | タイトル                            | 販売形態                                                       | 規格品番                        | 備考                            |                                 |                                 |
| laugh out loud! recordsレーベル                       | laugh out loud! recordsレーベル | laugh out loud! recordsレーベル     | laugh out loud! recordsレーベル                                | laugh out loud! recordsレーベル | laugh out loud! recordsレーベル | laugh out loud! recordsレーベル | laugh out loud! recordsレーベル |
| ----------------------------------------------------- | ------------------------------- | ----------------------------------- | -------------------------------------------------------------- | ------------------------------- | ------------------------------- | ------------------------------- | ------------------------------- |
| 1                                                     | 2017年4月28日                   | 山本彩 LIVE TOUR 2016 〜Rainbow〜   | Blu-ray Disc                                                   | YRXS-80008                      |                                 |                                 |                                 |
| 1                                                     | 2017年4月28日                   | 山本彩 LIVE TOUR 2016 〜Rainbow〜   | DVD                                                            | YRBS-80170                      |                                 |                                 |                                 |
| 2                                                     | 2018年2月16日                   | 山本彩 LIVE TOUR 2017 〜identity〜  | Blu-ray Disc                                                   | YRXS-80031                      |                                 |                                 |                                 |
| 2                                                     | 2018年2月16日                   | 山本彩 LIVE TOUR 2017 〜identity〜  | DVD                                                            | YRBS-80211                      |                                 |                                 |                                 |
| ユニバーサルシグマ／ユニバーサル ミュージックレーベル |                                 |                                     |                                                                |                                 |                                 |                                 |                                 |
| 3                                                     | 2019年10月16日                  | 山本彩 LIVE TOUR 2019 ～I’m ready～ | Blu-ray Disc                                                   | UMXK-1071                       | 通常盤                          |                                 |                                 |
| 3                                                     | 2019年10月16日                  | 山本彩 LIVE TOUR 2019 ～I’m ready～ | DVD                                                            | UMBK-1278                       | 通常盤                          |                                 |                                 |
| 3                                                     | 2019年10月16日                  | 山本彩 LIVE TOUR 2019 ～I’m ready～ | Blu-ray Disc＋2CD＋フォトブック                                | PDXS-1901                       | FC限定盤                        |                                 |                                 |
| 3                                                     | 2019年10月16日                  | 山本彩 LIVE TOUR 2019 ～I’m ready～ | 2DVD＋2CD＋フォトブック                                        | PDBS-1903                       | FC限定盤                        |                                 |                                 |
| 4                                                     | 2020年12月23日                  | 山本彩 LIVE TOUR 2020 ～α～         | Blu-ray Disc                                                   | UMXK-1083                       | 通常盤                          |                                 |                                 |
| 4                                                     | 2020年12月23日                  | 山本彩 LIVE TOUR 2020 ～α～         | DVD                                                            | UMBK-1297                       | 通常盤                          |                                 |                                 |
| 4                                                     | 2020年12月23日                  | 山本彩 LIVE TOUR 2020 ～α～         | Blu-ray Disc                                                   | UMXK-9026                       | 初回限定盤                      |                                 |                                 |
| 4                                                     | 2020年12月23日                  | 山本彩 LIVE TOUR 2020 ～α～         | Blu-ray Disc＋2CD＋フォトブック                                | PDXS-1904                       | FC限定盤                        |                                 |                                 |
| 5                                                     | 2023年12月13日                  | SAYAKA YAMAMOTO LIVE TOUR 2023 -&-  | Blu-ray Disc                                                   | UMXK-1107                       | 通常盤                          |                                 |                                 |
| 5                                                     | 2023年12月13日                  | SAYAKA YAMAMOTO LIVE TOUR 2023 -&-  | 2Blu-ray Disc＋2CD＋フォトブック＋アクリルスタンドキーホルダー | PROS-4913                       | FC限定盤                        |                                 |                                 |

#### ミュージック・ビデオ
| 年   | タイトル                                             | 監督           | 収録作品                          |
| ---- | ---------------------------------------------------- | -------------- | --------------------------------- |
| 2016 | 「雪恋」                                             | 井上強         | 1stアルバム『Rainbow』            |
| 2016 | 「レインボーローズ」                                 | 井上強         | 1stアルバム『Rainbow』            |
| 2017 | 「JOKER」                                            | 萩原健太郎     | 2ndアルバム『identity』           |
| 2019 | 「イチリンソウ」                                     | 白洲ハルオ     | 1stシングル「イチリンソウ」       |
| 2019 | 「棘」                                               | 田辺秀伸       | 2ndシングル「棘」                 |
| 2019 | 「追憶の光」                                         | 酒井伸太郎     | 3rdシングル「追憶の光」           |
| 2019 | 「feel the night feat. Kai Takahashi (LUCKY TAPES)」 | 村山和也       | 3rdアルバム「α」                  |
| 2019 | 「TRUE BLUE」                                        | 柿本ケンサク   | 3rdアルバム「α」                  |
| 2020 | 「ゼロ ユニバース」                                  |                | 4thシングル「ゼロ ユニバース」    |
| 2020 | 「against」                                          | 深津昌和       | 4thシングル「ゼロ ユニバース」    |
| 2021 | 「ドラマチックに乾杯」                               |                | 5thシングル「ドラマチックに乾杯」 |
| 2023 | 「Bring it on」                                      | 深津昌和       | 4thアルバム「&」                  |
| 2024 | 「ブルースター」                                     | フカツマサカズ |                                   |
| 2024 | 「木天蓼」                                           | YODEN          | 1stEP「U TA CARTE」               |

### 提供作品
本人ソロ名義以外の楽曲。
- MAD CATZ「モノクロmap」（作詞）
- さやみるきー「今ならば」（作曲）
- NMB48 Team N「孤独ギター」（作曲）
- NMB48 研究生「夢は逃げない」（作曲）
- NMB48「僕らはまだ」（作詞・作曲）

## タイアップ
| 楽曲                                             | タイアップ | 収録作品                           |
| ------------------------------------------------ | --- | ---------------------------------- |
| 雪恋                                             | CM：NTTドコモ / レコチョク 『dヒッツ』                                                                          | 1stアルバム『Rainbow』             |
| ひといきつきながら                               | CM：JT（日本テレビ系『アナザースカイ』限定）                                                                    | 1stアルバム『Rainbow』             |
| JOKER                                            | CM：LIXIL住宅研究所 アイフルホーム「山﨑賢人登場」篇 MBS・TBS系『プレバト!!』2017年10〜11月度エンディングテーマ | 2ndアルバム『identity』            |
| Let's go crazy                                   | AbemaTVドラマ『ふたりモノローグ』主題歌                                                                         | 2ndアルバム『identity』            |
| イチリンソウ                                     | CM：LIXIL住宅研究所 アイフルホーム「お家へ帰りたい篇」篇                                                        | 1stシングル『イチリンソウ』        |
| 棘                                               | MBS・TBS系『プレバト!!』2019年8～9月度エンディングテーマ                                                        | 2ndシングル『棘』                  |
| feel the night feat. Kai Takahashi (LUCKY TAPES) | J-WAVE『GYAO! CLUB INTIMATE』2019年8月〜 エンディングテーマ                                                     | 2ndシングル『棘』                  |
| 追憶の光                                         | 読売テレビ・日本テレビ系『ダウンタウンDX』2019年11月～エンディングテーマ                                        | 3rdシングル『追憶の光』            |
| stay free                                        | CM：SPORTS DEPO・ALPEN『#PLAYBLACK～adidas BLACK collection～』                                                 | 3rdシングル『追憶の光』            |
| TRUE BLUE                                        | 日本テレビ系『第37回全日本大学女子駅伝』応援ソング 日本テレビ系『第5回さいたま国際マラソン』応援ソング          | 3rdアルバム『α』                   |
| ゼロ ユニバース                                  | テレビ東京系ドラマ『あのコの夢を見たんです。』エンディング曲                                                    | 4thシングル『ゼロ ユニバース』     |
| 愛なんていらない                                 | CM:モスバーガー「がんばるあのひと」篇                                                                           | 4thシングル『ゼロ ユニバース』     |
| against                                          | CM:日本生命「ニッセイ青春エールプロジェクト」                                                                   | 4thシングル『ゼロ ユニバース』     |
| ドラマチックに乾杯                               | 東海テレビ・フジテレビ系オトナの土ドラ『その女、ジルバ』主題歌                                                  | 5thシングル『ドラマチックに乾杯』  |
| ぼくはおもちゃ                                   | NHK『みんなのうた』（2020年12月～2021年1月）                                                                    | 5thシングル『ドラマチックに乾杯』  |
| yonder                                           | CM:山形日産グループの60周年CM                                                                                   | 4thアルバム『&』                   |
| ラメント                                         | ゲームアプリ『メメントモリ』ロザリー キャラクター専用曲                                                         | 4thアルバム『&』                   |
| ブルースター                                     | テレビアニメ『魔王の俺が奴隷エルフを嫁にしたんだが、どう愛でればいい?』エンディングテーマ                       | 配信シングル「ブルースター」       |
| Seagull                                          | テレビアニメ『シンカリオン チェンジ ザ ワールド』エンディング曲                                                 |                                    |
| ボクたちのスタート                               | 小学館「小学一年生」創刊100周年テーマソング                                                                     | 配信シングル「ボクたちのスタート」 |

## ライブ

### フェス
2017年
- The best covers of DREAMS COME TRUE ドリウタフェス 2017 in 大阪舞洲（7月8日：舞洲スポーツアイランド）

2018年
- METROCK（5月20日：METROCK大阪特設会場（海とのふれあい広場）、5月27日：新木場 若洲公園）

2019年
- XFLAG presents ツタロックフェス 2019 supported by Tポイント（3月30日：幕張メッセ国際展示場）
- METROCK（5月18日：METROCK大阪特設会場（海とのふれあい広場）、5月25日：新木場 若洲公園）
- 日比谷音楽祭（6月1日：日比谷公園）
- オハラ☆ブレイク（8月9日：福島県 猪苗代湖畔 天神浜オートキャンプ場）※台風の為、開催中止
- ROCK IN JAPAN FESTIVAL 2019（8月10日：国営ひたち海浜公園）
- MONSTER baSH 2019（8月25日：香川県 国営讃岐まんのう公園）
- 宗像フェス ～Fukutsu Koinoura～2019（9月22日：福岡県 恋の浦夕日の丘）※台風の為、開催中止

2020年
- 大阪文化芸術フェス presents OSAKA GENKi PARK（10月10日：万博記念公園）
- COUNTDOWN JAPAN 20/21（12月29日：幕張メッセ国際展示場）※開催中止

2021年
- Warai Mirai Fes 2021～Road to EXPO 2025～（予定）（9月26日：万博記念公園・お祭り広場）※開催中止
- オハラ☆ブレイク ’21秋mini（10月3日：福島県 猪苗代湖畔 天神浜オートキャンプ場）
- 長崎 MICE EXPO 出島メッセ長崎 Birthday Live！ ～ acoustic set ～（10月9日：出島メッセ長崎 コンベンションホール）

2022年
- Chillin' Vibes 2022（10月16日：大阪府 大阪城公園 西の丸庭園）

2023年
- SANUKI ROCK COLOSSEUM 2023（3月19日：香川県 festhalle）
- MONSTER baSH 2023（8月19日-20日：香川県 国営讃岐まんのう公園）
- UNI9UE PARK’23（10月8日：東京都 台場・潮風公園／太陽の広場 野外特設会場）
- 宗像フェス2023（11月4日：福岡県 宗像ユリックス）

2024年
- UNI9UE PARK’24（10月13日：東京都 台場・潮風公園／太陽の広場 野外特設会場）

## 出演

### バラエティ・情報番組
過去の出演番組
- ワケあり!レッドゾーン（2013年10月4日 - 不定期出演、読売テレビ）[注釈 14]
- NMB48山本彩のM-姉 〜ミュージックお姉さん〜（2013年11月30日 - 2015年、スペースシャワーTVプラス）
- バイキング（2014年4月4日 - 2017年3月31日[注釈 15]、フジテレビ）
- UTAGE!（2014年5月19日 - 2015年9月29日・2016年3月29日・6月28日・10月4日・2017年9月14日・2018年3月29日・6月21日・11月7日・2019年8月22日、TBS）
- NMB48山本彩の、レギュラーとれてもうた!（2015年7月7日 - 2016年4月24日、Kawaiian TV）[223]
- Momm!!（2015年10月18日 - 2016年9月、不定期出演・2016年10月17日 - 2017年、サポーターとしてレギュラー出演、TBS）
- ちちんぷいぷい（2018年6月7日 - 2019年2月14日、不定期出演、毎日放送）
- 虎バン（2016年3月 - 2018年、不定期出演、朝日放送）
- ミント!（2019年4月 - 2021年3月　不定期出演、毎日放送）

### テレビドラマ
- マジすか学園4（2015年1月20日 - 3月31日、日本テレビ） - アントニオ 役[224]
- マジすか学園5（2015年8月25日、日本テレビ） - アントニオ 役[注釈 16]
- AKBホラーナイト アドレナリンの夜 第3話「預かりもの」（2015年10月15日、テレビ朝日）- 主演・杏奈 役[226]
- 歴史秘話ヒストリア 「愛と悲しみの大奥物語」（2016年5月6日、NHK総合） - 天英院 役[227]
- AKBラブナイト 恋工場 第11話「過去からのラブレター」（2016年5月26日、テレビ朝日） - 主演・みずき 役[228][229]
- キャバすか学園（2016年10月30日 - 2017年1月15日、日本テレビ） - アントニオ 役[230]
- 植木等とのぼせもん（2017年9月30日、NHK総合） - 園まり 役[231]

### ドキュメンタリー
- NHKドキュメンタリー 5度目のエベレストへ〜栗城史多 どん底からの挑戦〜（2016年1月4日、NHK総合） - ナレーション[232]
- いきものがかり水野良樹の阿久悠をめぐる対話（2017年12月13日、NHK BSプレミアム）[233]
- イチオシ!スペシャル 女子高生野球部の挑戦〜1年生チーム 笑顔と涙の成長記〜（2017年12月18日、北海道テレビ） - ナレーション[234]
- 山本彩卒業特番〜NMB48で歩んだ8年間〜（2018年11月30日、BSスカパー!）[235]
- ZARDよ永遠なれ 坂井泉水の歌はこう生まれた（2019年4月20日、NHK BSプレミアム） - 語り・朗読[236]
- 山本彩 タイムトライアングル（2019年9月14日 - 11月16日[注釈 17]、フジテレビTWO）[237]

### 映画
- NMB48 げいにん!THE MOVIE お笑い青春ガールズ!（2013年8月1日、よしもとクリエイティブ・エージェンシー） - 山本彩 役
- NMB48 げいにん!THE MOVIE リターンズ 卒業!お笑い青春ガールズ!!新たなる旅立ち（2014年7月25日、よしもとクリエイティブ・エージェンシー）

### ラジオ
過去の出演番組
- NMB48学園（2011年4月9日 - 2013年9月28日・2015年3月28日、ABCラジオ）
- NMB48山本彩の、レギュラーとれてもうた!（2014年10月2日 - 2016年3月27日、文化放送）
- アッパレやってまーす! 月曜日（2016年4月18日 - 2020年4月6日、MBSラジオ）
- 山本彩 カケル（2019年8月10日 - 2021年3月27日、CROSS FM）
- SPARK（2020年10月6日 - 2021年12月27日、J-WAVE） - 月曜ナビゲーター※11月から欠席[85][88]
- MOS BURGER HEART STUDIO（2021年5月2日 - 2021年11月14日、FM802）※11月から欠席[注釈 18][238][86]

特別番組
- NMB48山本彩のオールナイトニッポン（2018年10月18日、ニッポン放送）
- MUSIC APPLE 山本彩 Edition（2019年12月29日、Kiss FM KOBE） - サウンドクルー[239]
- J-WAVE SPARK SPECIAL 山本彩 song for you（2021年3月21日、J-WAVE・ミクチャ）[240]
- 802 BINGTANG GARDEN（FM802）
  - 映画『ブラック・ウィドウ』公開記念！「802 BINGTANG GARDEN～MARVEL SPECIAL～」（2021年7月9日） - DJ[注釈 19][241]
  - 映画『エターナルズ』公開スペシャル「802エターナルズ」（2021年11月5日） - DJ[注釈 20][242]
  - HEART STUDIO SPECIAL!（2023年5月21日） - DJ[243]
- アーティスト・プロデュース・スーパー・エディション（2023年5月、JFNC）
- TOKYO FM ホリデースペシャル　『太田胃散 presents 山本彩の seaside summer party』（2024年7月15日、TOKYO FM）
- 祝100年！いとしの甲子園（2024年8月3日、NHKラジオ第1）[244]

### CM
- H.I.S 初夢フェア（2013年12月28日 - 、エイチ・アイ・エス）
- パナソニック エコソリューションズ社
  - 『アラウーノ』『Panasonic LED』『Panasonic LED 美ルック』『リフォーム キッチン編』（2014年3月24日 - ）
  - Panasonic 太陽光発電システム「リフォーム太陽光」篇・「太陽光エブリデンキ」篇（2014年9月12日 - ）[245]
- JT『アナザースカイ』
  - 限定CM『ひといきつきながら アカペラ篇』
    - 『ひといきつきながら 募集写真 生きる篇』
    - 『ひといきつきながら 募集写真 絆篇』

  - WEB限定CM 『ひといきつきながら 弾き語り篇』
  - WEB限定CM 『ひといきつきながら NMB48篇』
    - 『ひといきつきながら LIVE篇』

  - WEB限定CM 『ひといきつきながらLIVE NMB48篇feat.東由樹』
    - 『ひといきつきながら アカペラ篇 第二章』

  - WEB限定CM『 ひといきつきながら 運命の人篇』
    - 『ひといきつきながら 希望篇』

  - WEB限定CM『ひといきつきながら 卒業篇』
    - 『ひといきつきながら それぞれの道篇』

  - WEB限定CM『ひといきつきながら それぞれの道篇 短編映画ver.』（2017年2月17日 - ）[246]
    - 『ひといきつきながら 出会い篇 山本彩×辻井伸行』（2017年10月6日 - ）[247][248]

  - WEB限定CM『あなたの人生が世界一の物語でありますように。』[249]（2014年7月4日 - 2018年10月27日、日本たばこ産業）
- 武田薬品工業
  - アリナミン7 / アリナミンゼロ7
    - 「ボールマジック」篇（2015年6月15日 - ）[250]
    - 「7つの挑戦」篇（2015年6月15日 - 、Web限定）[251]
    - 「セルフィー疲れ」篇（2016年6月13日 - ）[252]
    - 「乙です、ソーシャルちゃん! presented by アリナミン」（2016年6月13日 - 、スマートフォン専用ムービージェネレート・コンテンツ）[252][253]
    - 「発見!アリナミン 実は5キロカロリー」篇（2017年7月10日 - ）[254]
    - サプライズバラエティ動画「アリエナイゼロ7」篇（2017年7月18日 - ）[255]
    - 「スケジュール」篇（2018年7月15日 - ）
- NHK歳末たすけあい / NHK海外たすけあい（2015年11月 - 12月、日本放送協会）[256]
- アルペン SPORTS DEPO
  - 『#PLAYBLACK～adidas BLACK collection～』イメージキャラクター（2019年10月11日 - ）[257]
    - WEBCM「#PLAYBLACK 山本彩」篇（2019年10月11日 - ）[258]

  - 2020年春夏『adidas #PLAYCASUAL』イメージキャラクター（2020年3月13日 - ）[259]
    - WEBCM「Woman's」篇・「Men's」篇（2020年3月13日 - ）
- モスバーガー
  - マンハッタンクラムチリ ロースカツ「がんばるあのひと篇」（2020年9月17日 - ）[260]
- ドクターシーラボ
  - VC100エッセンスローションEX「そのつや、クリニックか、VC100か篇」（2024年3月4日 - ）[261]
  - 薬用アクアコラーゲンゲル エンリッチリンクルリペア「薬用エンリッチリンクルリペア 全顔美肌篇」（2024年9月1日 - ）[262]

### 舞台
- 吉本興業創業100周年記念公演 吉本百年物語5月公演「キミとボクから始まった」（2012年6月4日、なんばグランド花月）[263]

### ネット配信
- マジすか学園5（2015年8月25日 - 10月27日、Hulu） - アントニオ 役[注釈 16]
- 火花（2016年6月3日、Netflix） - 熱海の居酒屋の店員 役[264][265]
- AKBラブナイト 恋工場「過去からのラブレター」ディレクターズカット版（2016年6月23日、ビデオパス・テレ朝動画） - 主演・みずき 役[228]
- AKB48総選挙スキャンダル アキバ文書（2016年6月29日 - 7月17日、Amazonプライム・ビデオ）[266][267]
- ふたりモノローグ 第3話（2017年10月23日、AbemaTV） - 体育教師 役[268][179]
- AKバラエティ シーズン2（2023年12月8日 - 、YouTube「AKRacing JP」） - レギュラー

### イメージキャラクター
- ミズノ部活応援宣言! キャンペーン（2014年3月11日 - 2017年2月、ミズノ） - 部活生応援マネージャー
- 阪神タイガース TORACO（トラコ）応援隊長（2016年2月12日 - ）[36]
- シャープ メンバーシップ・アンバサダー（2017年9月 - ）[269]

### ミュージック・ビデオ
- ゆりやん with 山本彩 & 吉田朱里 music by tofubeats「バイトのち出会いときどき恋」（2018年、リクルートホールディングス・タウンワーク）[270]

### イベント
- ウル虎の夏2017（2017年7月27日、阪神甲子園球場）[271]
- ウル虎の夏2018（2018年7月26日、阪神甲子園球場）[272]
- 第11回沖縄国際映画祭（2019年4月19日、那覇市の波の上うみそら公園特設ステージ）[273]
- 万博へGO!with MBS 2019『アッパレオレたちゴチャ祭～万博からやってまーす～』（2019年9月15日、万博記念公園 下の広場）
- APEX LEGENDS ANNIVERSARY CELEBRATION e-elements DREAM MATCH（2023年2月23日、有明コロシアム）[274]

## 書籍
- 山本彩 NMB48卒業記念公式メモリアルブック -さや姉の2949日-（2018年10月27日、光文社）[275]

### 著書
- 山本彩ファーストエッセイ集 すべての理由（2017年3月29日、幻冬舎）ISBN 978-4-344-03087-9[51]

### 写真集
- 山本彩ファースト写真集「さや神」（2012年11月21日、集英社、撮影：渡辺達生）ISBN 978-4-08-780665-6
- HYPER VISUAL BOOK『SY』（2015年2月10日、ワニブックス、撮影：レスリー・キー）ISBN 978-4-8470-4727-5
- みんなの山本彩（2016年1月8日、ワニブックス）ISBN 978-4-8470-4815-9

### 雑誌・新聞連載
- smart（2012年10月24日 - 2025年4月24日、宝島社）
  - 「My Happy Starting」（2012年10月24日 - 2019年1月25日）
  - 「山本 彩の今日、何してる？」（2019年2月25日 - 2025年4月24日）
- Tarzan（2015年8月20日 - 2017年7月6日、マガジンハウス） - 「さや筋トレ48」[276]
- Skream!（2018年9月3日 - 、激ロックエンタテインメント） - 「山本 彩の音楽漬け」[277]

### カレンダー
- クリアファイル付 卓上 山本彩 2015年カレンダー（2014年12月13日、ハゴロモ）